# Park Narodowy Waterberg

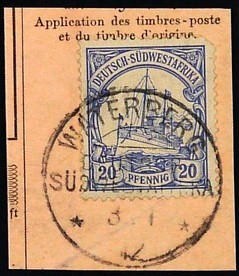
Znaczki na niemiecki Południowej Afryki Zachodniej stemplem Waterberg

Park Narodowy Waterberg – park narodowy położony w centralnej części Namibii. Został utworzony w 1972 na powierzchni 405 km². Płaskowyż Waterberg jest trudno dostępny, wobec czego we wczesnych latach siedemdziesiątych powstał program przeniesienia tam kilku z zagrożonych gatunków zwierząt w celu ochrony przed drapieżnikami oraz kłusownikami. Program zakończył się powodzeniem. W 1989 do parku zostały wprowadzone nosorożce zwyczajne. 

## Fauna
Na terenie Parku Narodowego Waterberg występuje bardzo dużo gatunków zwierząt. Stwierdzono występowanie 30 gatunków ssak, wśród których można wymienić: panterę, geparda, karakal elanda, żyrafę, nosorożec afrykański, nosorożca zwyczajnego, bawoła afrykańskiego, bawolca krowiego, koziołka skalnego, sassebi oraz impalę.
W parku występują 23 gatunki węży, spośród których można wymienić pytona skalnego i żmiję sykliwą. Spośród gadów można wymienić warana stepowego.